# Dupleix (1903)
El Dupleix fue un crucero acorazado de la Marina Francesa, buque cabeza de la clase de su mismo nombre.
Fue bautizado así en honor a Joseph François Dupleix (1697–1763), gobernador general de la India Francesa y comandante de las tropas francesas durante los conflictos anglo-franceses del siglo XVIII.

## Construcción y botadura
Construido en los astilleros de Rochefort, Francia, el Dupleix fue botado el 28 de abril de 1900.

## Historia operacional
El crucero se incorporó a la División Naval del Atlántico en 1903, fue puesto en la reserva en 1905, y realistado el 1 de noviembre de 1910 para incorporarse a la División de Asia. 
Llegó a Hong Kong el 5 de agosto de 1914, y tomó parte en diversas operaciones en aguas de China y del Océano Índico.

### Primera Guerra Mundial
Al inicio de la Primera Guerra Mundial, el Dupleix regresó a Tolón (Francia) el 18 de diciembre de 1914 para incorporarse a la Armada Naval.
El 19 de mayo de 1915, estuvo bajo el mando del vicealmirante comandante del escuadrón de las operaciones navales en la campaña de los Dardanelos, y tomó parte en muchas misiones.
Tras una puesta a punto en Saint-Nazaire (Francia), de abril a octubre de 1916, fue incorporado al Escuadrón del África Occidental.
El 17 de abril de 1919, el Dupleix zarpó de Dakar rumbo a Brest (Francia), donde fue dado de baja.
El crucero fue desguazado en 1922.